# 上江镇
上江镇，是中华人民共和国云南省怒江傈僳族自治州泸水市下辖的一个乡镇级行政单位。2021年5月18日，调整上江镇行政区域，将上江镇的新建村、大练地村、和谐社区、锦绣社区的行政区域划为大练地街道的行政区域。

## 行政区划
上江镇下辖以下地区：
同心社区、叶子花社区、丙贡村、蛮英村、丙奉村和付坝村。